# Claudio Lenk
Claudio Lenk (Ciudad de México, 9 de septiembre de 1940-Ciudad de México, 23 de mayo de 2005) fue un crítico musical, locutor, director de escena, productor de programas de radio, y difusor de música clásica mexicano. Su nombre verdadero fue Luis Cristian Ortega Aguirre.

## Biografía
Recibió los primeros conocimientos musicales de parte de su padre, Eulalio Ortega y Serralde. Posteriormente  los amplió mediante la investigación y el estudio en forma autodidacta. En radio fue director de las estaciones XEN y XENA; en la XEW-AM colaboró en programas como "Yo el poeta".
En 2003 recibió el galardón Alas de Plata de la Asociación de Locutores de México.

### Deceso
El locutor Claudio Lenk falleció en la Ciudad de México a los 64 años de edad, el 23 de mayo de 2005, debido a complicaciones por una peritonitis.